# Daniel Batty
Daniel Batty, né le 10 décembre 1997 à Pontefract en Angleterre, est un footballeur anglais qui joue au poste de milieu de terrain à York City.

## Biographie

### Hull City
Natif de Pontefract, une ville située à quelques kilomètres de Leeds, Daniel Batty rejoint très jeune le club du Leeds United, où il passe une grande partie de sa formation, avant de rejoindre en 2012 Hull City, pour poursuivre son apprentissage. Il fait ses débuts en professionnel le 22 août 2017, à l'occasion d'un match de coupe de la Ligue anglaise contre Doncaster Rovers. Il est titulaire ce jour-là, et prend part à l'intégralité de la rencontre, qui est perdue par son équipe (2-0).
Le 27 octobre de la même année, Batty est prêté un mois au modeste club de Halifax Town.
Batty retourne ensuite à Hull, et réalise sa première apparition en Championship en fin de saison 2017-2018, le 6 mai 2018, face au Brentford FC. Batty est titularisé ce jour-là et les deux équipes se séparent sur un score nul (1-1).

### Fleetwood Town
Le 1er février 2021, Daniel Batty quitte Hull City et s'engage avec Fleetwood Town pour une saison. Il est annoncé, en avril de la même année, qu'il a signé un nouveau contrat au club jusqu'en été 2023.

### York City
En août 2023, il rejoint un autre club anglais, York City, il a signé un contrat de trois ans.

## Palmarès

### En club
- Hull City
  - Champion d'Angleterre de D3 en 2021.